# تیموتی اوانی
تیموتی اوانی (انگلیسی: Timothy Awany؛ زادهٔ ۶ اوت ۱۹۹۶) بازیکن فوتبال اهل اوگاندا است.
از باشگاه‌هایی که در آن بازی کرده‌است می‌توان به اشاره کرد.
وی همچنین در تیم ملی فوتبال اوگاندا بازی کرده‌است.